# 皮克林陨石坑
皮克林陨石坑(Pickering)是月球正面中央区的一座小撞击坑，其名称取自二位美国天文学家爱德华·皮克林(1846年–1919年)和威廉·亨利·皮克林(1858年-1938年)兄弟,1935年被国际天文联合会批准接受。

## 描述
该陨坑西北偏北毗邻泽利格陨坑、西北为雷蒂库斯陨石坑；东北偏东坐落着拉德环形山、已被熔岩掩没的桑德陨石坑位于它的东南；西南面分别有霍罗克斯陨石坑和依巴谷环形山；而中央湾则坐落在它的西北方。
该陨坑的中心月面坐标为2°53′S 6°59′E / 2.88°S 6.99°E，直径15.4公里，
深度2740米。
皮克林陨石坑呈碗状结构，圆形的边缘有些磨损，但轮廓清晰；光滑的内侧壁具有较高的反照率，西、南二侧内壁坡较平缓；坑壁平均高出周边地形约560米。陨坑形态特征隶属"BIO 型"(以该类陨坑的典型代表毕奥陨坑所命名)。环绕它的射纹系统所延伸距离达160公里，该陨坑已被月球和行星观测协会(ALPO)列入《带有明亮射纹系统的撞击坑列表》。
皮克林陨石坑是被记录到月食期间曾产生热异常的撞击坑之一,其原因是这些陨石坑的地质龄较短，尚未形成能覆盖岩石提供隔热效果的表岩屑层。

## 卫星陨石坑

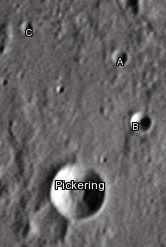
戴维·坎贝尔图片.

按照惯例，最靠近皮克林陨石坑的卫星坑在月图上以字母标注在该坑中心点的旁边。
| 皮克林 | 纬度   | 经度   | 直径   |
| ------ | ------ | ------ | ------ |
| A      | 1.5° S | 7.1° E | 5 公里 |
| B      | 2.1° S | 7.4° E | 6 公里 |
| C      | 1.5° S | 6.1° E | 4 公里 |